# Gäddsjön (Jokkmokks socken, Lappland, 738779-166556)
Gäddsjön är en sjö i Jokkmokks kommun i Lappland och ingår i Luleälvens huvudavrinningsområde. Sjön har en area på 0,17 kvadratkilometer och ligger 375,1 meter över havet.

## Delavrinningsområde
Gäddsjön ingår i det delavrinningsområde (739137-166130) som SMHI kallar för Nedlagd mätstation. Medelhöjden är 345 meter över havet och ytan är 14,7 kvadratkilometer. Räknas de 112 avrinningsområdena uppströms in blir den ackumulerade arean 2 217,2 kvadratkilometer. Pärlälven som avvattnar avrinningsområdet har biflödesordning 3, vilket innebär att vattnet flödar genom totalt 3 vattendrag innan det når havet efter 207 kilometer. Avrinningsområdet består mestadels av skog (68 procent) och sankmarker (23 procent). Avrinningsområdet har 0,78 kvadratkilometer vattenytor vilket ger det en sjöprocent på 5,3 procent.